# 鷹場町
鷹場町（たかばちょう）は、愛知県愛西市の地名。字が10ある。

## 地理
旧佐織町西部に位置する。東から北は西川端町、南は草平町に接する。

### 字一覧
（五十音順・読みはYahoo!地図による）
- 川田（かわだ）
- 久田山（きゅうたやま）
- 五反山（ごたんやま）
- 境山（さかいやま）
- 高山（たかやま）
- 坪堀（つぼほり）
- 久田（ひさだ）
- 広口前（ひろぐちまえ）
- 本田（ほんでん）
- 孫田（まごた）

## 歴史

### 町名の由来
御鷹場であった地を新田として開発したことによるという。

### 沿革
- 江戸時代 - 尾張国海東郡の尾張藩領鵜多須代官所支配の鷹場新田村（津島五ケ所新田の1つ）として所在[7]。
- 1878年（明治11年） - 吉十郎新田を併合する[8]。
- 1889年（明治22年） - 合併に伴い、草場村大字鷹場新田となる[8]。
- 1906年（明治39年） - 合併に伴い、佐織村大字鷹場新田となる[8]。
- 1939年（昭和14年） - 町制施行に伴い、佐織町大字鷹場新田となる[8]。
- 2005年（平成17年）4月1日 - 合併に伴い、愛西市鷹場町となる。

## 世帯数と人口
2019年（令和元年）5月1日現在の世帯数と人口は以下の通りである。
| 町丁   | 世帯数 | 人口  |
| ------ | ------ | ----- |
| 鷹場町 | 92世帯 | 265人 |

### 人口の変遷
国勢調査による人口の推移
| 2005年（平成17年） | 152人 | [ 9 ]  |  |
| 2010年（平成22年） | 188人 | [ 1 ]  |  |
| 2015年（平成27年） | 218人 | [ 10 ] |  |

## 小・中学校の学区
市立小・中学校に通う場合、学区は以下の通りとなる。
| 字                                                               | 小学校               | 中学校               |
| ---------------------------------------------------------------- | -------------------- | -------------------- |
| 高山                                                             | 愛西市立西川端小学校 | 愛西市立佐織西中学校 |
| 川田、久田山 五反山、境山 坪堀、久田 本田、広口前 孫田、柳枯草場 | 愛西市立草平小学校   | 愛西市立佐織西中学校 |

## 交通

### バス
- 愛西市巡回バス（2020年4月1日現在）[12]

|    | 停留所名 | ルート |
| -- | -------- | ------ |
| 93 | 広口     | 佐織北 |
| 94 | 鷹場     | 佐織北 |

## 施設
- 佐織総合グラウンド[5]
- 須佐之男社[5]

## その他

### 日本郵便
- 郵便番号 : 496-8016[3]（集配局：津島郵便局[13]）。